# Ironman d'Hawaï 1987
Navigation
Édition précédente Édition suivante
L'Ironman d'Hawaï 1987 se déroule le 10 octobre 1987 à Kailua-Kona dans l'État d'Hawaï. Il est organisé par la Hawaï Triathlon Corporation.

## Résultats

### Hommes
| Pos.     | Temps           | Nom              | Pays       | Détail temps    | Détail temps | Détail temps    | Détail temps | Détail temps    |
| Pos.     | Temps           | Nom              | Pays       | Natation        | T1           | Cyclisme        | T2           | Course à pied   |
| -------- | --------------- | ---------------- | ---------- | --------------- | ------------ | --------------- | ------------ | --------------- |
|          | 8 h 34 min 13 s | Dave Scott       | États-Unis | 50 min 57 s     | 0 min 00 s   | 4 h 53 min 48 s | 0 min 00 s   | 2 h 49 min 26 s |
|          | 8 h 45 min 19 s | Mark Allen       | États-Unis | 51 min 00 s     | 0 min 00 s   | 4 h 53 min 47 s | 0 min 00 s   | 3 h 00 min 31 s |
|          | 8 h 58 min 53 s | Greg Stewart     | Australie  | 1 h 03 min 16 s | 0 min 00 s   | 5 h 00 min 00 s | 0 min 00 s   | 2 h 55 min 36 s |
| 4        | 9 h 02 min 34 s | Mike Pigg        | États-Unis | 51 min 01 s     | 0 min 00 s   | 5 h 00 min 54 s | 0 min 00 s   | 3 h 10 min 38 s |
| 5        | 9 h 05 min 17 s | Ken Glah         | États-Unis | 53 min 22 s     | 0 min 00 s   | 4 h 53 min 30 s | 0 min 00 s   | 3 h 18 min 24 s |
| 6        | 9 h 08 min 37 s | Scott Tinley     | États-Unis | 54 min 35 s     | 0 min 00 s   | 5 h 01 min 25 s | 0 min 00 s   | 3 h 12 min 36 s |
| 7        | 9 h 10 min 29 s | Nicholaus Martin | États-Unis | 1 h 00 min 31 s | 0 min 00 s   | 5 h 08 min 37 s | 0 min 00 s   | 3 h 01 min 20 s |
| 8        | 9 h 12 min 58 s | Todd Jacobs      | États-Unis | 58 min 00 s     | 0 min 00 s   | 5 h 09 min 36 s | 0 min 00 s   | 3 h 05 min 21 s |
| 9        | 9 h 15 min 53 s | George Hoover    | États-Unis | 51 min 22 s     | 0 min 00 s   | 5 h 14 min 43 s | 0 min 00 s   | 3 h 09 min 46 s |
| 10       | 9 h 16 min 00 s | Pauli Kiuru      | Finlande   | 56 min 02 s     | 0 min 00 s   | 5 h 20 min 47 s | 0 min 00 s   | 2 h 59 min 11 s |
| Source : |                 |                  |            |                 |              |                 |              |                 |

### Femmes
| Pos.     | Temps            | Nom                | Pays             | Détail temps    | Détail temps | Détail temps    | Détail temps | Détail temps    |
| Pos.     | Temps            | Nom                | Pays             | Natation        | T1           | Cyclisme        | T2           | Course à pied   |
| -------- | ---------------- | ------------------ | ---------------- | --------------- | ------------ | --------------- | ------------ | --------------- |
|          | 09 h 35 min 25 s | Erin Baker         | Nouvelle-Zélande | 57 min 42 s     | 0 min 00 s   | 5 h 26 min 34 s | 0 min 00 s   | 3 h 11 min 08 s |
|          | 09 h 36 min 57 s | Sylviane Puntous   | Canada           | 57 min 50 s     | 0 min 00 s   | 5 h 29 min 43 s | 0 min 00 s   | 3 h 09 min 23 s |
|          | 09 h 40 min 37 s | Paula Newby-Fraser | Zimbabwe         | 58 min 03 s     | 0 min 00 s   | 5 h 22 min 15 s | 0 min 00 s   | 3 h 20 min 18 s |
| 4        | 10 h 02 min 24 s | Julie Wilson       | États-Unis       | 58 min 14 s     | 0 min 00 s   | 5 h 35 min 32 s | 0 min 00 s   | 3 h 28 min 38 s |
| 5        | 10 h 08 min 25 s | Sarah Springman    | Royaume-Uni      | 1 h 01 min 34 s | 0 min 00 s   | 5 h 35 min 05 s | 0 min 00 s   | 3 h 31 min 45 s |
| 6        | 10 h 10 min 37 s | Amy Aikman         | États-Unis       | 1 h 01 min 10 s | 0 min 00 s   | 5 h 36 min 29 s | 0 min 00 s   | 3 h 32 min 57 s |
| 7        | 10 h 14 min 00 s | Nancy Harrison     | États-Unis       | 1 h 02 min 48 s | 0 min 00 s   | 5 h 39 min 56 s | 0 min 00 s   | 3 h 31 min 15 s |
| 8        | 10 h 19 min 09 s | Luanne Park        | États-Unis       | 1 h 05 min 22 s | 0 min 00 s   | 5 h 43 min 57 s | 0 min 00 s   | 3 h 29 min 50 s |
| 9        | 10 h 24 min 19 s | Beth Nelson        | États-Unis       | 1 h 17 min 01 s | 0 min 00 s   | 5 h 41 min 15 s | 0 min 00 s   | 3 h 26 min 01 s |
| 10       | 10 h 25 min 28 s | Terry Schneider    | États-Unis       | 1 h 02 min 49 s | 0 min 00 s   | 5 h 40 min 08 s | 0 min 00 s   | 3 h 42 min 30 s |
| Source : |                  |                    |                  |                 |              |                 |              |                 |